# Bosch
Bosch er et efternavn.
- Hieronymus Bosch,  hollandsk maler.
- Vajèn van den Bosch, nederlandsk sangerinde, muscal artist, skuespiller og tegnefilmsdubber.
- Johannes van den Bosch, nederlandsk general.
- Carl Bosch, tysk kemiker, ingeniør og modtager af nobelprisen i kemi.
- Robert Bosch, tysk industrimand og filantrop.
- Jeronimo de Bosch,  hollandsk filolog og latinsk digter.